# Memecylon faucherei
Memecylon faucherei är en tvåhjärtbladig växtart som beskrevs av Paul Auguste Danguy. Memecylon faucherei ingår i släktet Memecylon och familjen Melastomataceae.
Artens utbredningsområde är Madagaskar. Inga underarter finns listade i Catalogue of Life.